# Pandanus dubius
Pandanus dubius är en enhjärtbladig växtart som beskrevs av Spreng.. Pandanus dubius ingår i släktet Pandanus och familjen Pandanaceae. Inga underarter finns listade.